# Karel III. Debeli
Karel III. znan kot Karel Debeli, je bil od leta 881 do 888 cesar Karolinškega cesarstva, * 839,  † 13. januar 888.
Karel je bil iz Karolinške dinastije, najmlajši sin Ludvika Nemškega in Heme, pravnukinje Karla Velikega. Bil ja zadnji karolinški cesar združenega frankovskega kraljestva. 
V svojem življenju je bil vladar različnih kraljestev nekdanjega cesarstva Karla Velikega. Po razdelitvi Vzhodnofrankovske države je leta 876 dobil Alemanijo in po abdikaciji svojega starejšega brata Karlmana Bavarskega, ki ga je onesposobila možganska kap, nasledil italijanski prestol. Za cesarja ga je leta 881 okronal papež Janez VIII. Ko je naslednje leto nasledil ozemlji svojega brata Ludvika Mlajšega (Saška in Bavarska) je ponovno združil Vzhodnofrankovsko kraljestvo. Po smrti svojega bratranca Karlmana II. leta 884 je podedoval še celotno Zahodno Frankovsko in ponovno združil celotno Karolinško cesarstvo.
Karel običajno velja za letargičnega in nesposobnega vladarja. Pogosto je bil bolan in domnevno imel epilepsijo. Od vikinških roparjev  je dvakrat kupil mir, tudi med zloglasnim obleganjem Pariza, ki je privedlo do njegovega padca.
Ponovno združeni imperij ni trajal dolgo. Med državnim udarom, ki ga je vodil njegov nečak Arnulf Koroški novembra 887, je bil Karel odstavljen v Vzhodni Frankovski, Loreni in Kraljevini Italiji. Prisiljen je bil na tiho upokojitev in  umrl naravne smrti le nekaj tednov po odstavitvi januarja 888. Cesarstvo je po njegovi smrti hitro razpadlo in se razdelilo na pet ločenih nasledniških kraljestev. Ozemlje, ki ga je posedoval, je bilo ponovno združeno pod enim vladarjem šele med Napoleonovimi osvajanji.

## Vzdevek in zaporedna številka
Vzdevek Karel Debeli (latinsko Carolus Crassus) ni iz njegovega časa. Prvi ga je uporabil anonimni saški  letopisec v 12. stoletju. Karlov videz ni opisan v nobenem sodobnem viru, vzdevek Debeli pa se je kljub temu ustalil v večini sodobnih evropskih jezikov: francosko Charles le Gros, nemško Karl der Dicke in italijansko Carlo il Grosso.
Zaporedna številka III. je iz njegovega časa. Regino, Karlov sodobnik, ki je zabeležil njegovo smrt, ga imenuje »cesar Karel, tretji tega imena in dostojanstva« (latinsko  Carolus imperator, tertius huius nominis et dignitatis).

## Kralj Italije in cesar Svetega rimskega cesarstva
Kot sin Ludvika I. Nemškega je po očetovi smrti leta 876 nasledil Alemanijo in Retijo. Karlman Bavarski je po infarktu postal nesposoben vladati v Italiji in je odstopil v korist svojega brata Karla III. Karel III. je s tem postal tudi kralj Italije in cesar Svetega rimskega cesarstva.
Po smrti brata Ludvika Mlajšega leta 882 je postal kralj cele Nemčije in po smrti Karlmana II. 12. decembra 884 tudi kralj Zahodne Frankovske, s čimer je pod svojo oblastjo za nekaj časa združil celo Karolinško cesarstvo, razen Burgundije.

## Nesposoben vladar
V celem cesarstvu je začelo rasti upanje v preporod zahodne Evrope, vendar Karel III. ni bil kos tej nalogi. Razen tega je bil pogosto bolan in bil verjetno epileptik. Organiziral je samo nekaj neuspešnih pohodov proti Saracenom v Italiji.
Leta 885 in 886 so Pariz oblegali vikingi. Karel III., ki je bil tudi kralj Francije, je to dolgo dopuščal. Ko jih je z veliko vojsko končno razgnal, jih ni dotolkel, ampak kupil njihov odhod, kar je povzročilo ogorčenje in upore.

## Upori in smrt
Upor v Nemčiji je vodil Arnulf Koroški, nezakonski sin Krrlmana Bavarskega. Arnulf je  novembra 887 zasedel Nemčijo. Karel ni storil ničesar, da bi mu to preprečil.  Odšel je v samostan, kjer je 13. januarja 888 umrl. Cesarstvo je po njegovi smrti razpadlo. V Franciji ga je nasledil Odo Francoski, v Italiji Berengar Furlanski, v Burgundiji Rudol I. Burgundski in v Provansi Ludvik Slepi.